# 延命寺 (板橋区志村)
延命寺（えんめいじ）は、東京都板橋区にある真言宗豊山派の寺院。なお、当寺の1.4キロメートル西南西の中台に寺号が同一の「延命寺」がある。この寺も真言宗豊山派である。混同を避けるため、当寺は「志村延命寺」とも呼ばれている。

## 概要
1524年（大永4年）頃、見次権兵衛の開基である。志村城落城の際に、見次権兵衛は自分の息子が討ち死にしたことを悲しみ、息子の菩提を弔うために建立した。
江戸時代、徳川将軍は鷹狩のために江戸郊外のこの地を度々訪れており、当寺は「御膳所」（休憩場所）に充てられた。
1889年（明治22年）、町村制の施行に伴い東京府北豊島郡志村が成立した際に、村役場が当寺に置かれた。
1903年（明治36年）に火災に遭い、鐘楼と山門を残して、全てを焼失してしまった。現在の堂宇は火災後に再建されたものである。
かつては「コブ欅」と呼ばれる欅の大木があった。幹に大きなコブが付いていたのが特徴で、1930年（昭和5年）に東京府の天然記念物に指定されていた。しかし、まもなく枯死してしまったため、戦後に指定解除となっている。

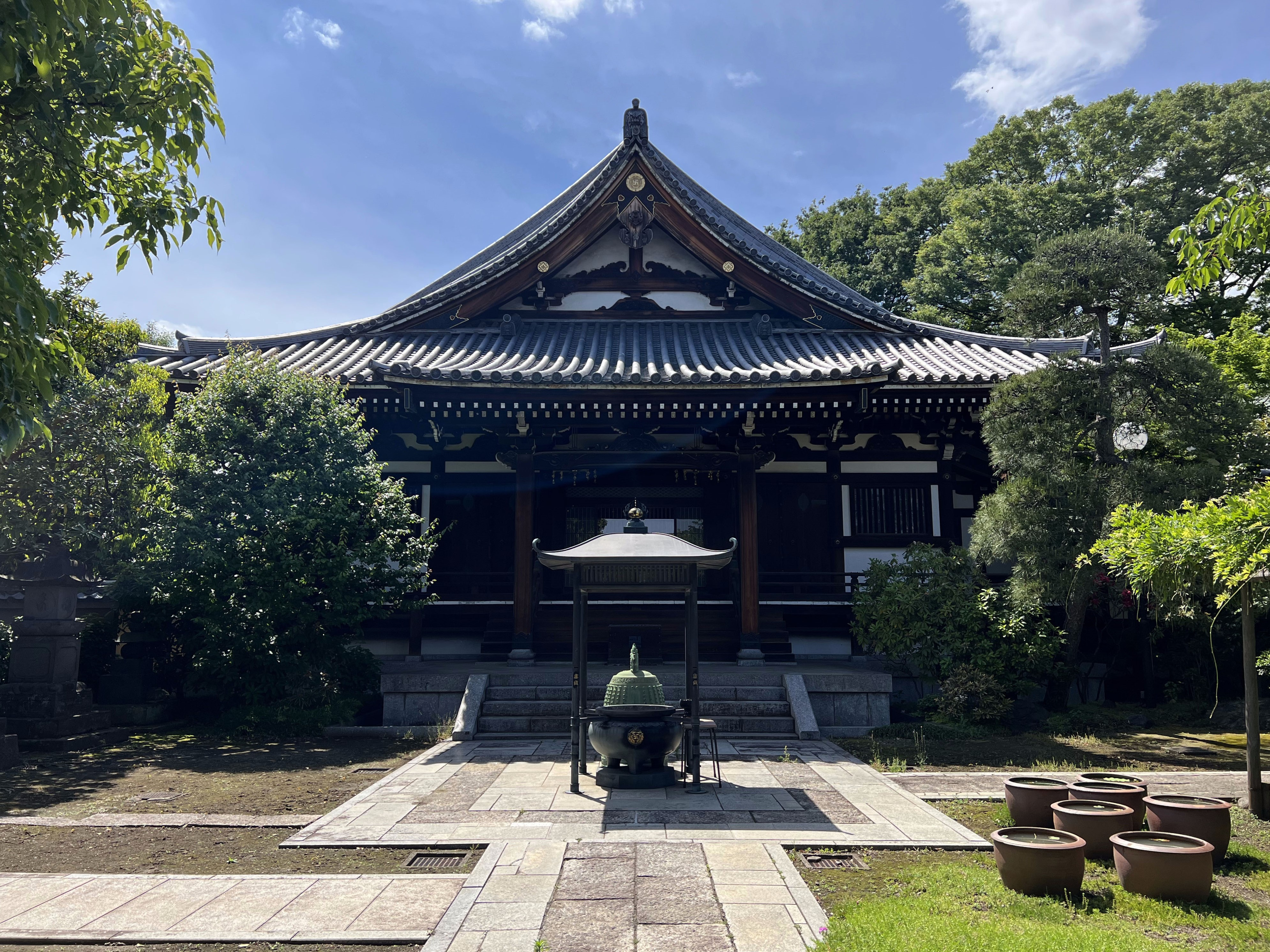
本堂

## 寺宝等
- 地蔵菩薩像（本尊、元は中野区の宝仙寺にあった。）
- 板碑
- 切支丹灯籠

## 交通アクセス
- 志村坂上駅より徒歩3分。